# 118 a. C.
El año 118 a. C. fue un año del calendario romano prejuliano. En el Imperio romano, fue conocido como el año 636 Ab Urbe condita.

## Acontecimientos
- En Francia, los romanos fundan la colonia Narbo Martius (actual Narbona) como capital de la provincia romana de la Galia Narbonense.